# Kimi o aishita hitori no boku e
Kimi o aishita hitori no boku e (jap. 君を愛したひとりの僕へ) – japoński film animowany z 2022, stworzony przez TMS Entertainment i wydany przez Toei Company. Reżyserem był Ken’ichi Kasai, autorem scenariusza – Riko Sakaguchi, muzykę skomponował zaś Takashi Ōmama. Produkcja jest adaptacją light novel autorstwa Yomojiego Otono pod tym samym tytułem.